# Roman de la rose van François I
De Roman de la Rose van François I is een van de handschriften van de beroemde Roman de la Rose van Guillaume de Lorris en Jean de Meun uit de vroege 16e eeuw. Het handschrift werd gemaakt voor François I, koning van Frankrijk. Het is een van de ca. 320 afschriften van de Rosenroman die bewaard zijn gebleven en een van de mooist verluchte. Het handschrift wordt vandaag bewaard bij de Pierpont Morgan Library in New York als Ms. M.948.

## Roman de la Rose
De Roman de la Rose is een van de bekendste literaire werken uit de middeleeuwen, geschreven door Guillaume de Lorris in de 13e eeuw en na diens dood voorzien van een vervolg door Jean de Meun. Jean de Meun, of Jean Chopinel zoals hij zichzelf noemde in de tekst, schreef dat hij meer dan 40 jaar na de dood van Guillaume de Lorris het werk afmaakte. Kunsthistorici hebben het beëindigen van het werk gedateerd tussen 1268 en 1285, door zich te baseren op de dood van Manfred van Hohenstaufen in 1266 en de moord op Konradijn, de kleinzoon van Frederik II van Hohenstaufen, die op bevel van Karel van Anjou werd vermoord op 19 oktober 1268 in Napels. Deze moord werd in het handschrift vermeld. De dood van Karel van Anjou op 7 januari 1285 echter werd niet vermeld, integendeel, hij wordt expliciet opgevoerd als koning van Sicilië. Voortgaande op de 40 jaar genoemd door Jean de Meun zou het eerste deel dan omstreeks 1230 moeten gemaakt zijn, die veertig jaar is echter weinig zeker, het kan evengoed beeldspraak voor “lange tijd daarna” geweest zijn.
Van Guillaume de Lorris weten we niet meer dan zijn naam. Volgens Ott had hij een grondige kennis van de Franse literatuur van zijn tijd en was hij ook bekend met enkele Latijnse werken.
Jean de Meun kan wel historisch geduid worden. Hij was vertaler aan het hof van Philips IV, koning van Frankrijk tussen 1285 en 1314. Hij was aartsdiaken en rechtsgeleerde en stamde uit een familie uit de landadel in Meun, dicht bij Orléans in het Loiredal.  Hij studeerde aan de universiteit van Parijs en was een kenner van de antieke literatuur. Voor Philips IV vertaalde hij de De Consolatio Philosophiae van Boëthius.
De Roman de la Rose beschrijft de droom die een jongeman van omstreeks 20 jaar oud heeft op een mooie nacht in de maand mei. In de droom gaat de jongeling op tocht om de roos uit zijn droom te veroveren. De roos staat uiteraard symbool voor de geliefde. Een gezelschap van allegorische figuren zal hem daarbij begeleiden en helpen of tegenwerken. De jongeman beschrijft zijn ervaringen en die van zijn geliefde als verteller in de ik-persoon, maar hij beschrijft zichzelf wel als de dromende. Het verhaal speelt zich af in een ommuurde tuin die buiten bewaakt wordt door figuren als Haat, Felonie, Lelijkheid, Gulzigheid, Gierigheid, Afgunst, Verdriet, Ouderdom, Huichelarij en Armoede. Hij krijgt toegang tot de tuin van Oyseuse (Luie). In deze afspiegeling van het aardse paradijs komt de Dromer, begeleid door Amor, uiteindelijk terecht bij de rozenstruik met zijn geliefde. Amor treft hem met een van haar pijlen en vanaf dan wordt hij Amant (Minnaar). Het lukt hem de roos te kussen maar dan grijpt Jalousie (Jaloezie) in, en bouwt een burcht omheen de rozenstruik, waarin ook zijn helpster Bel-aceuil (Goede ontvangst) wordt opgesloten. Met de jammerklacht van Amant eindigt het eerste deel van Guillaume de Lorris.
Dit eerste deel, dat geschreven was voor een adellijk publiek in de traditie van de hoofse liefde, wordt dan verder gezet door Jean de Meun. De Meun schreef eerder voor een burgerlijk publiek en zijn deel neemt afstand van de hoofse liefde. In zijn vertelling wordt de vrouw veeleer een lustobject dan een ideaal. Aanvankelijk gaat de Meun verder met de klacht van Amant, maar de geest van het verhaal wijzigt zich zeer snel. Het verhaal zelf komt praktisch tot stilstand maar Jean de Meun weidt uit in allerhande uiteenzettingen over filosofische en theologische vraagstukken en stelt daarbij zijn kennis tentoon. Hij uit daarbij zijn kritiek op de bedelorden, de leiding van de kerk en de adel. Het verhaal eindigt met een slag om de rozenburcht waarbij uiteraard de goeden de slechten verslaan en Amant uiteindelijk zijn roos kan plukken.
Het verhaal was zeer populair in de middeleeuwen, er zijn meer dan 300 afschriften gekend en 20 vroege drukken. Tijdens de renaissance, met zijn groeiende belangstelling voor antieke werken, raakte het werk stilaan in de vergeethoek.

## Geschiedenis
Het boek werd in 1520 geschreven door Girard Acarie met als bestemmeling koning François I. Dit blijkt duidelijk uit de opdracht op folium 4 verso, uit de wapens van François I op f3v en de presentatieminiatuur op f4r. Het boek bevat eveneens een lofrede op François I op f180v. Het nummer 38 in de linkerbovenhoek van f1v is het volgnummer dat het handschrift kreeg in de bibliotheek van François I. Men is dus zeker dat het handschrift aan de koning heeft toebehoord, maar zoals het zo dikwijls gebeurt, is er verder geen spoor van het boek te vinden tot het terug opduikt bij een Engelse verzamelaar, Benjamin Goldsmid, in het begin van de 19e eeuw. Bij de veiling van diens bibliotheek door zijn zoon in 1815 werd het werk verworven door John Nort van East Acton Middlesex die het in 1819 terug te koop aanbood via hetzelfde veilinghuis, Evans. Dit keer werd het boek als lot 806 gekocht door de bankier William Esdaile. De Esdaile bibliotheek werd in 1838 te koop aangeboden bij Christie's, de Rosenroman werd gekocht door Henry Bohn, een boekhandelaar die het doorverkocht aan de antiquaar William Knight die het in 1847 door Sotheby's liet veilen. Hier kwam het handschrift terecht bij William Pickering weerom een boekhandelaar. Daarna duikt het boek op in de Sudbury Hall Library van Lord George John Warren Vernon die op de binnenzijde van het voorplat zijn ex libris laat aanbrengen. De bibliotheek van Lord Vernon wordt op 10 juni 1918 geveild bij Sotheby's en lot 327, de Rosenroman, komt in het bezit van Benjamin Franklin Stevens, een Londense boekhandelaar, die het boek doorverkoopt aan de New Yorkse verzamelaar Cordlandt Field Bishop, die zijn ex libris onder die van Lord Vernon laat aanbrengen. Na diens dood wordt zijn verzameling zoals testamentair bepaald was geveild op 26 april 1931. Zijn dochter, Beatrice Bishop Berle, koopt het handschrift en schenkt het in 1972 aan de Pierpont Morgan Library als aandenken aan haar vader.

## Vorm
Het handschrift bevat 210 perkamenten folia van 260 x 180 mm. Het perkament is van zeer goede kwaliteit. De tekst is in het Middelfrans. De bladspiegel meet 180 x 125 mm. De katernen werden afgelijnd over de volledige bladzijde met rode inkt. Het patroon van de aflijning verandert vanaf folium 180, daarvoor zijn de twee bovenste lijnen en de onderste lijn over de ganse bladbreedte doorgetrokken, vanaf folium 180 zijn het de twee onderste en de bovenste lijn die zijn doorgetrokken. Het tekstblok is ingedeeld in twee kolommen van ongeveer 55 mm breed en telt 33 lijnen. Het schrift is een Franse kalligrafische bastarda. Er zijn zeer weinig afkortingen gebruikt behalve dan de “z” voor het woord “et”. De tekst is links afgelijnd wat vaak tot blanco ruimte leidt aan het einde van een vers, maar er zijn geen lijnvullers gebruikt op één uitzondering na, in de proza tekst op folium 4v. Folium 4v, de opdracht van Girard Acarie aan François I, is trouwens geschreven in één kolom.
Het handschrift bestaat uit 38 katernen. Er missen enkele folia en dus ook een deel van de tekst. De folia dragen een moderne nummering waarbij met de ontbrekende folia geen rekening werd gehouden. Er ontbreekt één folium tussen ff. 12 en 13 en twee folia tussen ff.198-199.
Het handschrift is ingebonden in een moderne roodfluwelen binding, waarschijnlijk uit de 19e eeuw.

## Schrijver
Het handschrift werd geschreven en aan de koning geschonken door Girard Acarie die sinds zijn jeugd in dienst was van François I, zoals hij zelf schrijft in de opdracht. Acarie was achtereenvolgens kamerheer, secretaris en notaris van de koning. Later werd hij benoemd als “Contrôleur général des finances en Normandie”. Voor zijn diensten werd hij beloond met een leengoed volgens een document uit 1546 en uit een rekening van december van dat jaar blijkt dat hij een lijfrente van 2400 livres d’or ontving.  De tekst werd overgeschreven van een versie van de Rosenroman die gedrukt werd in Parijs door Michel le Noir in 1519. De tekst bevat blijkbaar geen correcties.
De tekst is met 111 opschriften in een soort hoofdstukken verdeeld. De opschriften beginnen telkens met een initiaal van twee lijnen hoog geschreven in goudinkt op rode of blauwe achtergrond. Deze opschriften komen niet voor in de originele versie, ze tellen twee tot acht regels en worden door een blanco lijn gevolgd. Het handschrift bevat geen rubricering.

## Verluchting
De tekst is versierd met in goudinkt geschreven initialen van één en twee lijnen hoog die afwisselend op rode en blauwe achtergrond zijn geschilderd. Waarschijnlijk werd voor de initialen een aparte verluchter ingezet en zijn ze niet het werk van Acarie.
Buiten de initialen is de tekst nergens versierd. Alleen op folia 180v en 181r, bij de lofrede op François I, is de tekst afgeboord met witte lelies op een gouden achtergrond en ziet men op f180v het draakje uit het wapenschild van François I afgebeeld.
Het handschrift bevat 2 volblad miniaturen, 67 grote miniaturen en 38 kleine gemaakt door ten minste 2 kunstenaars. De kleine miniaturen beslaan de halve bladbreedte en zijn achttien lijnen hoog, ze zijn omrand met een eenvoudige gouden rand. Het kader van de grote miniaturen beslaat de ganse bladzijde, omkadert als het ware het tekstblok met een geschilderde architecturale kader, waarin onderaan een tekstrol is opgespannen met 10 tekstlijnen in twee kolommen geschreven. De eigenlijke miniatuur is dan 23 lijnen hoog. Onderaan de tekstrol is nog een rand van de miniatuur achtergrond te zien waardoor de indruk van een volblad miniatuur, overschreven met tekst, gewekt wordt. De echte volblad miniaturen beslaan het volledige tekstblok met daaromheen hetzelfde architecturale kader.
Van de 107 miniaturen in het handschrift zijn er 31 terug te vinden in het deel dat door Guillaume de Lorris werd geschreven (4058 verzen) en 74 in het deel van Jean de Meun met zijn bijna 18000 verzen. Het eerste deel van de roman is dus relatief meer geïllustreerd dan het tweede deel.
Een van de meest opmerkelijke miniaturen vinden we terug op f44r bij de hoofding die aankondigt dat hier het werk van Guillaume de Lorris stopte en dat van Jean de Meun begon. De dode Guillaume ligt naakt op een tafel. De arcade rechts in de muur van de kamer, toont een mooi landschap waarin de jonge Jean de Meun zijn opwachting maakt.
Voor de verluchting van het handschrift zijn twee miniaturisten verantwoordelijk geweest. De eerste verluchtte het grootste deel van het boek, van de tweede vinden we de miniaturen terug in de katernen XXIV  tot XXVII (ff. 176-201). Beiden zouden afkomstig zijn of gewerkt hebben in Rouen.

### Verluchtingsprogramma
De keuze van de miniaturen is niet beïnvloed door de illustratie van het door Michel le Noir gedrukte boek dat als legger diende. De miniaturist geeft meestal een letterlijke voorstelling van een fragment uit de tekst, dikwijls van het opschrift dat het kapittel inluidt, hij geeft zelden een eigen interpretatie van de tekst weer. Waarschijnlijk is de miniaturist sterk beïnvloed door Acarie in de keuze van de thema’s.
In zijn opdracht voor François I verwijst Acarie duidelijk naar de “morele interpretatie” die omstreeks 1500 door Jean Molinet werd uitgegeven. Deze interpretatie, die in de 16e eeuw in de mode kwam, interpreteert de “liefde” in de rosenroman als naastenliefde of de goddelijke liefde. Bij Molinet is de roos een mystieke roos, een symbool voor Onze Lieve Vrouw. Acarie ziet de “tuin van de menselijke genoegens” en de “tuin van de hemelse zaligheid”, afgebeeld op de tegenoverliggende folia195v en 196r) als de tegenstelling van het vluchtige wereldse en het eeuwige hemelse geluk, waarbij volgens hem uiteraard het tweede is na te streven. Dit denkbeeld is ook terug te vinden in de afbeeldingen van de tuin op ff.7r-11r, waarop de tuin er veel minder paradijselijk uitziet dan hij door Guillaume de Lorris wordt beschreven, er zijn zelfs dode bomen in terug te vinden.
Het erotische en expliciet seksuele element dat Jean de Meun in het tweede deel van de tekst naar voren brengt wordt in de illustraties totaal genegeerd. De miniaturist grijpt wel alle gelegenheden aan om onderwerpen die verwijzen naar de antieke oudheid of naar de mythologie, uitvoerig te illustreren, de renaissance kondigt zich duidelijk aan.

## Externe referenties
- doorblader het handschrift. Men kan het volledige handschrift, tekst en miniaturen, raadplegen op deze site.